# 1975년 춘계 공세
1975 봄 공세(베트남어: Chiến dịch mùa Xuân năm 1975) 또는 공식 명칭으로 1975 봄 총공격과 봉기, 남부 전체 해방(베트남어: Tổng tiến công và nổi dậy mùa Xuân 1975, giải phóng hoàn toàn miền Nam)은 베트남 공화국의 무조건 항복과 사이공 함락을 이끌어낸 베트남 민주 공화국과 남베트남 민족해방전선의 베트남 전쟁 마지막 공세 작전이다.
베트남 전쟁의 작전과 전투